# Strážci Galaxie: Sváteční speciál
Strážci Galaxie: Sváteční speciál (v anglickém originále The Guardians of the Galaxy Holiday Special) je americký televizní speciál, založený na komiksovém týmu z komiksů Marvel Comics. Tento speciál, je již druhým v Marvel Cinematic Universe. Prvním byl Vlkodlak: Noční lovec (v anglickém originále Werewolf by Night), který vyšel 7. října 2022 a režíroval jej Michael Giacchino. Speciál strážců napsal i režíroval James Gunn, který je rovněž režisérem obou dosavadně vydaných filmů Strážci Galaxie. Speciál je produkován společností Marvel Studios.
Hlavní role z filmové série Strážci Galaxie si zopakují Chris Pratt, Dave Bautista, Vin Diesel, Bradley Cooper, Karen Gillanová, Pom Klementieff a Michael Rooker. Speciál byl oznámen v prosinci 2020, natáčení začalo v únoru 2022 a trvalo do konce dubna téhož roku.
Speciál byl uveden 25. listopadu 2022, na streamovací platformě Disney+, jako součást 4. fáze Marvel Cinematic Universe.

## Obsazení
- Chris Pratt jako Peter Quill / Star-Lord
- Dave Bautista jako Drax
- Vin Diesel jako Groot
- Bradley Cooper jako Rocket
- Karen Gillan jako Nebula
- Pom Klementieff jako Mantis
- Sean Gunn jako Kraglin
- Maria Bakalova jako Cosmo
- Michael Rooker jako Yondu Udonta
- Kevin Bacon sám sebe
- Kyra Sedgwick sama sebe
- Old 97's jako mimozemská hudební skupina na Kdovíkde

## Produkce

### Vývoj a scénář
V prosinci 2020 oznámil prezident Marvel Studios, Kevin Feige, nový televizní speciál – Strážci Galaxie: Sváteční speciál, který napíše a zrežíruje James Gunn, scenárista a režisér filmové série Strážci galaxie.
Gunn dokončil scénář v dubnu 2021. Ve speciálu se objeví obsazení z předchozí filmů Strážci galaxie a příběh bude zasazen mezi filmy Thor: Láska jako hrom a Strážci Galaxie: Volume 3. Gunn zároveň oznámil, že pro film Strážci Galaxie: Volume 3 použije některé scény ze speciálu.

### Hudba
V lednu 2022 James Gunn potvrdil, že John Murphy, skladatel, který složil hudbu pro Strážci Galaxie: Volume 3, bude skládat hudbu také pro speciál.